# 腹肢鮃
腹肢鮃為輻鰭魚綱鰈形目鰈亞目牙鮃科的其中一種，為亞熱帶海水魚，分布於西大西洋區，從加拿大至安地列斯群島、巴西南部，東太平洋加利福尼亞灣至秘魯海域及半鹹水域，棲息深度0-65公尺，體長可達9.3公分，棲息在沙泥底質底層水域，河口區，以底棲性無脊椎動物及小魚為食，生活習性不明，可作為食用魚。